# 10.19

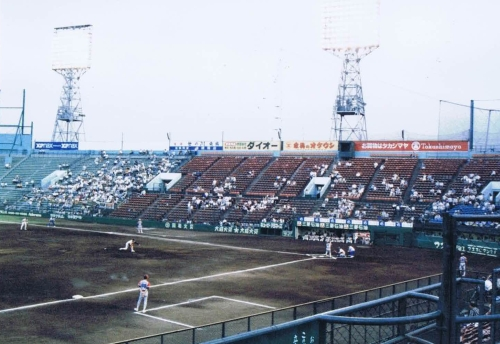
당시 경기가 열렸던 가와사키 구장

10.19(일본어: じってんいちきゅう 짓텐이치큐[*])는 1988년 10월 19일, 가와사키 구장에서 더블헤더로 치른 일본 프로 야구 퍼시픽 리그의 롯데 오리온스와 긴테쓰 버펄로스의 경기이다.
긴테쓰가 연승하면 긴테쓰의 퍼시픽 리그 우승이 결정되며, 긴테쓰가 한 번이라도 지던지 비기던지 하는가에 따라 세이부 라이온스의 우승이 결정되는 상황 하에 긴테쓰가 더블헤더 2차전을 연장 10회까지 접전 끝에 무승부로 끝나면서 세이부의 리그 우승이 결정됐다. 이날 경기가 열린 가와사키 구장은 초만원을 이뤘고 2차전을 경기 중간부터 TV로 급거 생중계돼(긴테쓰의 연고지인 간사이 지방에서는 1차전 시작할 때부터 중계) 높은 시청률을 기록했다.
2010년에 일본 야구 기구가 실시한 ‘최고의 경기’, ‘명승부·명장면’이라는 제목의 설문조사에서 감독과 코치, 언론 관계자 모두가 ‘최고의 경기’ 2위로 이 경기를 선택했다.
이 문서에서는 이듬해 1989년 10월 12일 세이부 라이온스 구장에서 열린 세이부 - 긴테쓰의 더블헤더에 대해서도 기술한다.

## 10월 19일 직전의 상황
긴테쓰 버펄로스는 1988년 6월, 팀의 주포였던 리처드 데이비스가 대마초를 불법으로 소지한 혐의로 긴급 체포돼 구단에서 퇴출됐고 데이비스를 대신하는 선수로 당시 주니치 드래건스에서 세 번째 외국인 선수였던 랄프 브라이언트를 6월 28일에 현금 트레이드로 영입했다. 같은 날 선두였던 세이부 라이온스와 2위인 긴테쓰는 8경기차였고 9월 15일 단계에서 선두 세이부와 2위 긴테쓰는 6경기차였다. 하지만 그 후 1위 세이부와 2위 긴테쓰와의 승차는 좁혀졌고 10월 4일에는 세이부가 패하고 긴테쓰가 이겼기 때문에, 2위 긴테쓰에게 우승까지의 매직 넘버 14가 점등됐고 이튿날의 경기에도 이기면서 선두 자리를 차지했다.
그 해에는 우천의 영향도 있어 롯데 오리온스와의 경기에 우천 순연이 이어졌던 한편으로 10월 22일에 일본 시리즈 개막이 확정돼 있었기 때문에 긴테쓰는 10월 7일부터 19일에 걸쳐 13일간 15연전(10일과 19일은 더블헤더)을 해야 했으며 세이부도 7일부터 16일까지 10연전을 싸웠다. 7일과 8일에 긴테쓰와 세이부의 직접 대결에선 세이부가 모두 이기면서 다시 선두로 올라섰고 긴테쓰와는 2경기차가 됐지만 그로부터 13일까지 세이부는 4승 1패, 긴테쓰가 롯데와의 6경기에 모두 이기면서 긴테쓰의 매직 넘버가 켜진 채로 줄어들고 있었다. 14일부터 16일은 모두 승리와 패배가 이어졌고 16일에 세이부는 정규 시즌에서의 모든 일정을 종료했다.
긴테쓰는 17일 한큐 브레이브스에게 지면서 리그 우승하기 위해서는 남은 롯데와의 3경기를 모두 이길 수밖에 없어 한 번의 무승부도 있어선 안되는 상황에 몰렸다. 긴테쓰는 한큐 니시노미야 구장에서 숙소(교토)로 이동하는 버스 안에서 사사키 오사무가 말머리를 잡아 긴테쓰 버펄로스의 구단가를 전원이 합창했다. 다음날인 18일, 긴테쓰는 가와사키 구장에서 열린 롯데전에서 12대 2로 승리하여 10월 19일을 맞이하게 됐다.

## 경기 내용

### 1차전
15시에 경기 개시, 가와사키 구장은 날씨가 쾌청했다.
첫 회에 롯데는 아이코 다케시의 2점 홈런으로 2점을 선취 득점했다. 롯데의 선발 투수인 오가와 히로시에게서 5회 2사까지 무주자·무득점으로 침체돼 있던 긴테쓰는 5회 2사부터 스즈키 다카히사의 홈런으로 1점을 얻었다. 7회말에 롯데는 두 개의 볼넷에 의해 2사 1·3루가 됐는데 사토 겐이치가 2루타를 때려내면서 1점을 추가, 다시 2점차가 됐다. 스즈키의 홈런 이후 또다시 무주자·무득점으로 고전을 면치못하고 있던 긴테쓰는 8회초 1사에서 스즈키가 팀의 두 번째가 되는 안타를 때려냈고 이어서 후키이시 도쿠이치의 대타인 가토 마사키가 볼넷으로 출루하여 1사 1·2루가 됐는데 야마시타 가즈히코의 대타로 타석에 선 무라카미 다카유키가 2점 적시 2루타를 때려내면서 3대 3 동점으로 따라붙었다. 이어진 마키시 야스나가의 대타인 구리하시 시게루는 삼진을 당했고 오이시 다이지로, 아라이 히로마사가 연속으로 볼넷을 골라 만루가 됐는데 브라이언트가 삼진을 당하면서 동점인 채로 9회초를 맞이했다. 당시 퍼시픽 리그는 ‘더블헤더 1차전은 연장전 없음. 9회에 경기 중단’이라는 규정이 있었기 때문에 긴테쓰는 이번 9회초에 승리하지 않으면 세이부의 우승이 정해지는 상황이었다.
9회초 1사 후 아와구치 겐지가 2루타로 출루하면서 대주자인 사토 준이치가 나갔다. 여기서 롯데는 구원 투수로 우시지마 가즈히코를 투입, 이어서 긴테쓰의 스즈키는 우익수 앞에 떨어지는 안타를 날렸다. 3루 베이스 코치 다키우치 야스오는 홈으로 들어가라는 사인을 보냈지만 전진 수비를 하고 있었던 우익수의 송구 때문에 사토 준이치는 3루와 홈 사이에 끼는 바람에 포수 고야마 아키요시에게 태그 아웃당했다. 사토 준이치의 태그 아웃으로 주자는 2사 2루가 됐다.
여기서 긴테쓰는 그 해를 마지막으로 현역 은퇴 선언을 했던 나시다 마사타카를 대타로 내보냈다. 한편, 롯데는 포수를 고야마에서 하카마다 히데토시로 교체했다. 1루가 비어있었고 고의 사구도 생각할 수 있는 상황이었지만 우시지마는 나시다와의 정면 승부를 택했다. 볼카운트 1볼에서 2구째, 나시다는 중견수 앞에 떨어지는 안타를 날렸다. 2루 주자 스즈키는 3루를 돌아 홈으로 돌입, 중견수로부터의 송구가 나오자 크로스 플레이가 되면서 스즈키는 홈으로 미끄러진 채 들어오며 홈을 밟아 긴테쓰는 더블헤더 1차전에서의 결승점을 얻었다. 홈을 밟은 스즈키는 양손을 벌리면서 뛰쳐나온 수석 코치인 나카니시 후토시의 품에 안겼고 두 사람은 서로 부둥켜 안은 채로 넘어지면서 기뻐했다. 나시다는 2루 베이스상에서 승리의 포즈를 취했는데 냉정하고 침착하던 나시다로서는 보기드문 승리의 포즈였다.
9회말, 마무리 투수로 등판한 요시이 마사토가 선두 타자 하카마다의 대타 마루야마 가즈히토에게 던진 투구가 볼로 판정된 것에 불복하여 마운드에서 내려와 구심에게 다가갔다. 결과적으로 마루야마에게는 볼넷을 줬고 이어서 미즈카미 요시오의 대타인 야마모토 고지에 대해서도 2볼 노 스트라이크가 됐다. 여기서 요시이를 대신할 마무리 투수로 이틀 전에 열린 경기에서 9이닝 완투하여 128개의 공을 던졌던 아와노 히데유키를 내보냈다. 아와노는 1루 주자 마루야마의 수비 방해 등으로 2사 1루를 만들었으나 사토 겐이치에게 이 경기의 4번째 안타가 되는 2루타를 허용했고 이어서 아이코도 2스트라이크로 몰리면서도 몸에 맞는 볼로 출루하여 2사 만루가 됐다.
아와노는 다음 타자인 모리타 요시히코를 3구 삼진으로 잡아 경기는 종료됐다. 종료 시각은 18시 21분으로, 경기 시간은 3시간 21분이었다. 긴테쓰가 승리하면서 우승의 행방은 130경기째인 2차전으로 넘어가게 됐다. 또한 롯데는 이 경기에 패하면서 긴테쓰에게 내리 9연패를 당했다.
| 팀 | 1 | 2 | 3 | 4 | 5 | 6 | 7 | 8 | 9 | R | H | E |
| 긴테쓰 | 0 | 0 | 0 | 0 | 1 | 0 | 0 | 2 | 1 | 4 | 6 | 0 |
| 롯데 | 2 | 0 | 0 | 0 | 0 | 0 | 1 | 0 | 0 | 3 | 8 | 0 |
| 승리 투수: 요시이 마사토(10승 2패 24S) 패전 투수: 우시지마 가즈히코(1승 6패 25S) 세이브: 아와노 히데유키(14승 12패 1S) 홈런: 긴테쓰 – 스즈키 다카히사(20호·5회 오가와 히로시) 롯데 – 아이코 다케시(17호·1회 오노 가즈요시) |   |   |   |   |   |   |   |   |   |   |   |   |

출장 선수
| 긴테쓰 | 긴테쓰 | 긴테쓰            |
| 타순   | 수비   | 선수              |
| ------ | ------ | ----------------- |
| 1      | (二)   | 오이시 다이지로   |
| 2      | (一)좌 | 아라이 히로마사   |
| 3      | (우)   | R. 브라이언트     |
|        | 三     | 오노우에 아키라   |
| 4      | (지)   | B. 오길비         |
| 5      | (좌)   | 무라타 다쓰미     |
|        | 좌     | 아와구치 겐지     |
|        | 주중   | 사토 준이치       |
| 6      | (중)우 | 스즈키 다카히사   |
| 7      | (三)   | 후키이시 도쿠이치 |
|        | 타중   | 가토 마사키       |
|        | 타포   | 나시다 마사타카   |
| 8      | (포)   | 야마시타 가즈히코 |
|        | 타     | 무라카미 다카유키 |
|        | 주유   | 아다치 도시야     |
| 9      | (유)   | 마키시 야스나가   |
|        | 타     | 구리하시 시게루   |
|        | 포     | 후루쿠보 겐지     |
|        | 一     | 하다 고이치       |

| 롯데 | 롯데   | 롯데              |
| 타순 | 수비   | 선수              |
| ---- | ------ | ----------------- |
| 1    | (二)   | 니시무라 노리후미 |
| 2    | (유)   | 사토 겐이치       |
| 3    | (우)一 | 아이코 다케시     |
| 4    | (중)   | 다카자와 히데아키 |
|      | 타     | 가미카와 세이지   |
|      | 중     | 모리타 요시히코   |
| 5    | (지)   | B. 매드록         |
|      | 주지   | 이토 후미오       |
| 6    | (一)   | 이라부 히데키     |
|      | 一     | 다노쿠라 도시오   |
|      | 타우   | 오카베 아키히토   |
| 7    | (좌)   | 후루카와 신이치   |
| 8    | (포)   | 사이토 고         |
|      | 포     | 고야마 아키하루   |
|      | 포     | 하카마다 히데토시 |
|      | 타     | 마루야마 가즈히토 |
| 9    | (三)   | 미즈카미 요시오   |
|      | 타     | 야마모토 고지     |

### 2차전
1차전이 종료된 후부터 23분 뒤인 18시 44분에 2차전이 개시됐다. 당시 퍼시픽 리그는(9회에 중단되는 더블헤더 1차전을 제외하고) 9회 종료 시점에서 동점일 경우 최대 12회까지 연장전을 하기로 돼있었는데 ‘경기 개시부터 4시간을 경과했을 경우에는 그 이닝 종료와 함께 중단된다(다만 8회가 완료되기 전에 4시간을 경과한 경우에는 9회 종료까지 속행)는 규정도 있었다.
경기는 롯데가 2회말에 선두 타자인 빌 매드록의 홈런으로 1점을 먼저 따냈다. 그러나 시합 중에 여러 차례 스트라이크 판정을 둘러싸고 긴테쓰의 오기 감독과(NPB의 경기 규정에서는 심판에 대한 항의를 인정하지 않는다) 나카니시 수석 코치가 벤치에서 뛰쳐나와 항의하는 등 구장 내에 불온한 기운이 감돌면서 경기는 진행됐다. 아이코에 따르면, 1차전에 4안타를 치면서 2차전이 시작된 직후(1회말 1사)에 긴테쓰 선발 투수 다카야나기 이즈미가 던진 직구가 왼쪽 손목에 강타하여 움직이지 못하게 된 사토 겐이치에게 오기 감독이 마치 들으라는 듯 소리를 지르면서 ‘아프면 바꿔달라고 해?’라고 말했던 것이 롯데측을 분노하게 만들었다고 한다. 또한 2차전에서 구심을 맡았던 마에카와 요시오는 “사토가 많이 아파하고 있었기 때문에 (환부)치료에는 시간이 걸렸다. 거기에 태연히 찾아온 오기 감독이 ‘좀더 빨리 (치료를)할 수 없냐’라고 불필요한 말을 했다. 아리토는 (사토를)걱정하고 있었기 때문에 ‘말하지 않으면 좋았을텐데’라고 생각했다. 실제로 아리토는 (자신이)제지하기 전에 굉장히 화가 난 듯한 표정으로 ‘당신(오기)에겐 말하기가 부끄럽다. (2차전은)절대로 지지 않으니까’라고 응수했다. 이 일이 두고두고 문제를 크게 만들었다”라고 토로했다.
롯데의 선발 소노카와 가즈미에게 5회까지 2안타에 그쳤던 긴테쓰는 6회초 2사 1·2루에서 벤 오길비의 적시타로 동점을 만들었다. 이어진 7회초에는 1사에서 후키이시, 2사에서 마키시가 모두 솔로 홈런을 때려내며 2점을 앞섰다. 한편 롯데도 7회말에 선두 타자인 오카베 아키히토의 홈런, 그 후 긴테쓰는 투수를 선발 다카야나기에서 요시이로 교체했지만 롯데는 2사에서 니시무라 노리후미의 적시타로 동점을 만들어 냈다.
8회초, 긴테쓰는 1사에서 브라이언트가 솔로 홈런을 때려내며 4대 3으로 다시 리드를 잡았다.
긴테쓰는 8회말부터 1차전에 이어 아와노를 기용했다. 그러나 1사에서 다카자와 히데아키가 아와노의 결정구인 스크루볼을 잡아서 좌월 솔로 홈런을 때려내 4대 4 동점이 됐다. 다카자와에게서 홈런을 맞은 아와노는 마운드 위에서 아래를 내려다보고 무릎에 양손을 모으고 몸을 지탱하고 있던 상태로, 그 직후의 경기 전개에 대한 기억이 없다고 한다. 포수 야마시타의 사인은 직구였지만, 아와노 자신은 직구의 상태가 좋지 않았다고 이것을 거부했다. 아와노는 “왜 야마시타가 사인을 낸 직구를 … … 믿지 못했던 것일까”라고 후회했다고 한다. 더욱이 다카자와는 후에 “직구를 기다려서 우익수 방향으로 때릴려고 준비하고 있었던 찰나에 스크루볼이 와서 방망이가 잘 돌았다”라고 술회했다. 9회초, 긴테쓰는 2사 후 오이시가 2루타를 날리면서 2사 2루가 됐고 다음 타자인 아라이의 타구는 3루선상을 따라갔지만 3루수인 미즈카미의 호수비에 막혀 득점을 올리지 못했다.
9회말, 롯데는 선두 타자 후루카와 신이치가 출루했고 이어진 하카마다의 희생 번트 타구를 아와노와 나시다가 서로 양보해서 주춤하는 사이에 내야 안타가 되면서 무사 1·2루가 됐다. 여기서 아와노는 2루에 견제구를 던졌다. 견제구는 높이 날아가서 오이시가 3루 쪽 가까운 방향으로 점프하여 공을 잡았다. 그 자세대로 2루 주자 후루카와와 충돌하면서 터치됐다. 2루심인 신야 아키라는 터치할 때 후루카와의 발이 2루 베이스에서 떨어져 있었다고 해서 아웃을 선언했다. 이에 후루카와는 신야 누심에게 항의했고, 롯데의 아리토 미치요 감독도 벤치에서 뛰쳐나와 ‘오이시가 후루카와를 고의로 밀어냈다’고 주루방해를 주장했다.
이 항의가 있었던 시점에서 경기 시간은 3시간 30분을 지났다. 긴테쓰 벤치에서 오기가 뛰쳐나와 아리토에게 다가섰고 관중석에서도 비난과 고성이 나오는 등 한바탕 소동이 일어나면서 아리토의 항의는 9분 간 지속됐다. 오기는 자신의 저서인 《타오르는 승리》에서 아리토의 항의를 “신의를 벗어나는 일이었다”고 회고했지만 이에 대해 아리토는 훗날 인터뷰에서 사토의 몸에 맞는 볼이 항의의 복선이 됐다는 것을 거듭 발언했고 “오기 감독이 사토에게 사과하기는커녕 ‘이제 그만 쉬어라’고 말한 것이 계기가 되면서 오기 감독의 인간성을 의심했다”라고도 말했다. 구리하시 시게루도 긴테쓰측의 야유가 롯데를 화나게 한 원인의 하나라고 훗날 되돌아봤다. 결국 판정은 번복되지 않았고 1사 1루에서 경기가 재개됐다. 그 후 롯데는 니시무라의 2루타 등으로 2사 만루가 됐지만 아이코 다케시가 친 타구를 좌익수인 아와구치 겐지가 지면의 아슬아슬한 곳에서 공을 잡았고 승부는 연장전에 들어갔다.
연장 10회초, 이 이닝의 선두 타자인 브라이언트의 2루 땅볼을 잡은 니시무라의 송구를, 베이스 커버했던 투수 세키 기요카즈가 공을 뒤로 빠뜨리면서 출루를 허용했고 대주자인 아다치 도시야를 내보냈다. 이어 오길비는 삼진을 당하여 원 아웃됐고 후속 타자인 하다 고이치의 타구를 2루수인 니시무라가 공을 잡은 뒤 그대로 2루를 밟아 1루로 송구, 병살타로 쓰리 아웃이 되며 긴테쓰의 공격은 끝났다.
니시무라가 이 때의 플레이한 것에 대해 오기는 “니시무라가 정위치에서 수비를 했다면 하다의 타구는 중견수 앞으로 빠졌을 텐데 니시무라가 2루 베이스 쪽으로 붙어서 수비를 했다”고 밝혔다. 더욱이 이 경기의 텔레비전 방송 중계를 담당했던 아베 노리유키는 니시무라로부터 들은 말이라면서 다음과 같은 취지의 발언을 했다.

니시무라는 세이부보다 긴테쓰가 우승했으면 하는 바램이 있었고 하다는 오른쪽을 노릴 것이라 생각해서 미리 2루 부근에서 수비하고 있었는데 결과적으로 타구가 거기에서 왔다고 한다.— 아베 노리유키(당시 아사히 방송 아나운서)

이때 시각은 22시 41분, 경기 개시로부터 3시간 57분이 경과하고 있었다. 다음의 연장 이닝이 없어지는 4시간까지의 남은 3분에 10회말 롯데의 공격을 끝내게 하는 건 사실상 불가능했지만 긴테쓰 선수들은 10회말 수비에 올랐다. 마운드에 오른 가토 데쓰로는 투구 연습을 생략하고 조금이라도 경기를 빨리 진행하려고 했지만 22시 44분, 세이부의 4년 연속 리그 우승은 사실상 확정됐다. 선두 타자인 마루야마는 볼넷, 대주자로 이토 후미오가 나갔고 이어서 매드록은 포수 파울플라이로 아웃됐다. 다음 타자인 오카베에 대해 긴테쓰는 투수를 기노시타 후미노부로 교체했고 롯데는 대타로 사이토 고를 내보냈다. 그리고 기노시타는 사이토와 마지막 타자 후루카와를 삼진으로 잡아 4대 4 동점인 채 22시 56분, 마감 시간 무승부로 경기는 종료됐다. 오기 감독은 마지막까지 벤치 가운데에 서서 지휘하였고 훗날 이 일을 ‘비극의 10회말’이라고 표현했다.
경기 종료 후 오기 감독을 비롯해서 긴테쓰 선수들과 코칭 스태프들은 그라운드에 나와서 정렬하고 3루 측과 좌측 스탠드에 진을 치고 있었던 팬들에게 머리를 숙이고 인사를 했다. 긴테쓰 선수들의 모습에 관중석에서 관전했던 우에야마 요시노리 구단주 대행은 일어서서 박수를 보냈고 팬들에게서는 ‘잘했다’, ‘수고했다’는 등의 격려를 받았다. 경기 시간은 4시간 12분. 1차전의 3시간 21분과 합쳐서 총 7시간 33분은 더블헤더의 경기 시간으로는 당시 일본 프로 야구 역사상 역대 2위의 최장 시간 경기였다.
| 팀 | 1 | 2 | 3 | 4 | 5 | 6 | 7 | 8 | 9 | 10 | R | H  | E |
| 긴테쓰 | 0 | 0 | 0 | 0 | 0 | 1 | 2 | 1 | 0 | 0  | 4 | 9  | 0 |
| 롯데 | 0 | 1 | 0 | 0 | 0 | 0 | 2 | 1 | 0 | 0  | 4 | 11 | 2 |
| 승리 투수: - 패전 투수: - 홈런: 긴테쓰 – 후키이시 도쿠이치(2호·7회 소노카와 가즈미), 마키시 야스나가(3호·7회 소노카와 가즈미), 랄프 브라이언트(34호·8회 소노카와 가즈미) 롯데 – 빌 매드록(17호·2회 다카야나기 이즈미), 오카베 아키히토(11호·7회 다카야나기 이즈미), 다카자와 히데아키(14호·8회 아와노 히데유키) |   |   |   |   |   |   |   |   |   |    |   |    |   |

출장 선수
| 긴테쓰 | 긴테쓰 | 긴테쓰            |
| 타순   | 수비   | 선수              |
| ------ | ------ | ----------------- |
| 1      | (二)   | 오이시 다이지로   |
| 2      | (중)좌 | 아라이 히로마사   |
| 3      | (좌)우 | R. 브라이언트     |
|        | 주     | 아다치 도시야     |
|        | 좌     | 가토 마사키       |
| 4      | (지)   | B. 오길비         |
| 5      | (一)   | 하다 고이치       |
| 6      | (우)   | 스즈키 다카히사   |
|        | 중     | 사토 준이치       |
|        | 타중   | 무라카미 다카유키 |
|        | 타좌우 | 아와구치 겐지     |
| 7      | (三)   | 후키이시 도쿠이치 |
| 8      | (포)   | 야마시타 가즈히코 |
|        | 타     | 구리하시 시게루   |
|        | 포     | 나시다 마사타카   |
| 9      | (유)   | 마키시 야스나가   |

| 롯데 | 롯데   | 롯데              |
| 타순 | 수비   | 선수              |
| ---- | ------ | ----------------- |
| 1    | (二)   | 니시무라 노리후미 |
| 2    | (三)유 | 사토 겐이치       |
| 3    | (一)   | 아이코 다케시     |
| 4    | (중)   | 다카자와 히데아키 |
|      | 타     | 마루야마 가즈히토 |
|      | 주     | 이토 후미오       |
| 5    | (지)   | B. 매드록         |
| 6    | (우)   | 오카베 아키히토   |
|      | 타     | 사이토 고         |
| 7    | (좌)   | 후루카와 신이치   |
| 8    | (포)   | 하카마다 히데토시 |
| 9    | (유)   | 모리타 요시히코   |
|      | 타     | 가미카와 세이지   |
|      | 三     | 미즈카미 요시오   |

- 최종 순위(세이부와 긴테쓰의 승차는 없음, 세이부가 승률 차이로 우승)[주 9]

| 순위 | 팀     | 승 | 무 | 패 | 승률        |
| ---- | ------ | -- | -- | -- | ----------- |
| 1    | 세이부 | 73 | 6  | 51 | .589(.5887) |
| 2    | 긴테쓰 | 74 | 4  | 52 | .587(.5873) |

최종 순위는 1위 세이부, 2위 긴테쓰, 최종 승차 0.0, 승률 차는 겨우 .002(1리 미만은 사사오입. 정확하게는 .0014)였다. 감독 취임 1년째로서 ‘10.19’를 연출한 오기는 다음과 같이 말했다.
| “ | 안타깝고 분하지만, 이만큼 끈질겼던 집단과 함께해서 행복했다. 가슴 속 깊이 느꼈다. … 이렇게 훌륭한 경기를 할 수 있어서 나 자신도 감동했고, 팬들에게도 감동을 줄 수 있었다고 생각한다. 안타깝지만 후회는 없다. | ” |
|   | — 오기 아키라 |   |

긴테쓰 관계자는 숙소인 도쿄도 미나토구의 호텔로 돌아올 적에도 침통한 분위기속에 선수의 부인들을 비롯해 울었고 승리를 축하하는 파티를 준비했던 호텔 연회장에서는 사에키 이사무 구단주도 모습을 드러내면서 ‘아쉬운 잔치(유감회)’를 가졌다. 골절로 인해 팀 전력에서 제외됐던 가네무라 요시아키는 ‘모두들 미안하게 됐습니다’라고 땅바닥에 엎드려 무릎을 꿇었고 또한 이 경기를 마지막으로 퇴단할 예정이던 벤 오길비는 사람들의 시선을 피한 채 화장실에서 끝내 눈물을 흘렀다. 오기는 10.19때의 팀 분위기에 대해 자신의 저서인 《타오르는 승리》에서도 당시 상황을 되돌아 보기도 했다. 이 경기에 출전한 긴테쓰 선수들이 현역에서 은퇴할 적에 ‘선수 생활 중에서 가장 인상에 남는 추억은?’이라는 질문에 대부분의 선수들이 ‘10.19의 더블헤더’라고 대답했다.
이후 시간 제한이나 무승부 제도에 대한 전문가들 사이에서 회의론이 잇따르자 퍼시픽 리그에서는 4시간이라는 시간 제한을 폐지했다. 센트럴 리그는 1990년부터 연장 15회 무승부 재경기 제도를 도입했지만 2001년부터 연장은 12회로 하여 무승부를 부활시켰다. 그 후, 2011년 ~ 2012년에 동일본 대지진에 의한 전력 공급 부족에 대응하기 위한 특별 규정으로 센트럴·퍼시픽 리그 모두 시간 제한을 재도입한 적이 있었다.

## 구장의 상황

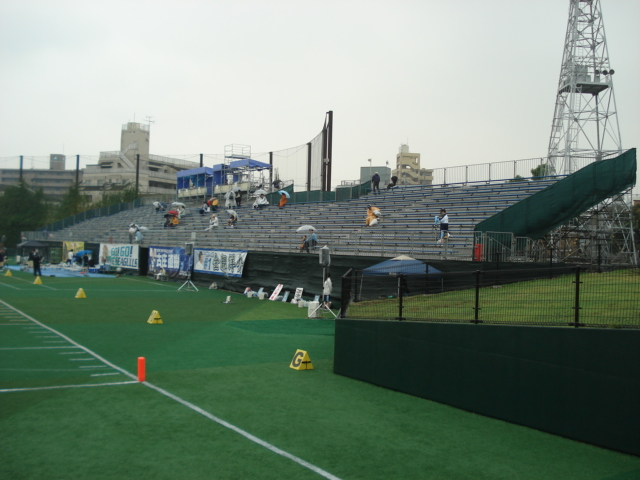
현재의 가와사키 구장의 메인 스탠드. 사진 왼쪽 후방으로부터 두 번째 건물이 하우스플라자 스미노쿠라가 있다(2009년 9월 촬영).

롯데는 1978년에 가와사키 구장을 연고지로 한 이래 만성적으로 관객 동원수가 늘지 않아서 어려움을 겪고 있었는데 1988년에 전년보다 관객 동원수는 증가했지만 12개 구단 중에서는 최하위였다. 구단은 당시 한 시즌 모든 경기에 유효한 무료 초대권(1매당 시즌 중 임의로 한 경기에 입장 가능)을 주변 지역의 주민들을 비롯해서 많은 사람들에게 대량으로 배포했다. 더욱이 당시 일본 프로 야구의 관객 동원수 발표는 실수에 의한 것이 아니라 위에서 말한 대로와 같은 구단의 공식 발표에 의한 수치는 어디까지나 공칭치이다. 특히 롯데는 당시 연간 예약석(시즌 시트)의 자릿수 등을 포함해서 ‘3,000명’ 등으로 공식 발표하는 경우가 많았다.
그러나 이 날은 아침부터 무료 초대권을 가진 손님들이 가와사키 구장에 대거 몰려들어 당초 예상과는 반대로 구장의 정원을 큰 폭으로 웃도는 사람들이 모였다. 입장할 수 없게 된 사람은 가와사키 구장에 인접한 빌딩, 맨션, 아파트 등 윗층에 관전 장소를 찾아서 모여들고 우익수 쪽 장외에 있는 맨션 ‘하우스플라자 스미노쿠라’는 계단과 무도장, 더 나아가 옥상까지 사람으로 가득찰 정도였다. 1차전에서 긴테쓰가 승리했기 때문에 열기가 과열되면서 만원으로 표가 매진된 매표소 앞에는 입장할 수 없는 사람들이 쇄도했다.
무료 초대권으로 들어가는 자유석에 입장 제한이 걸렸고, 더욱이 지정석엔 통상 관객이 들어오지 않는 가와사키 구장에서는 정원 분량의 입장권을 미리 준비해 두지 않았다. 또한 당시 가와사키 구장에는 지정석의 발권 시스템이 없었던 터라 부족한 분량은 창구의 관계자가 좌석표를 확인하면서 고무인으로 좌석번호를 찍은 후 관객에게 건네주는 수작업으로 이뤄지고 있었기 때문에 티켓을 구해서 모여든 관객 대열에 발권이 따라잡지 못하게 됐다. 지정석에는 아직 여유가 있던 시점에서 혼란을 피하기 위해 급거 좌석번호가 없는 입석 관람권을 발행한다는 이례적인 조치를 취하게 됐다. 게다가 ‘대인용’의 용지를 다 사용해버렸기 때문에 ‘소인용’ 용지의 ‘소인’이라고 쓰여진 표기를 펜으로 지워서 사용하는 등 관계자는 시종 발권의 대응에 쫓기기도 했다. 그래도 티켓을 구하는 팬이 구장 부지 바깥까지 장사진을 치는 상황을 처리하지 못하고 1차전 개시 15시 전에는 티켓이 모두 매진됐다.
이날 가와사키 구장에는 ‘오늘은 오기 감독을 헹가래치는 날’이라고 쓰여진 현수막을 내걸어 응원하는 팬도 있었고 관객의 90% 정도가 전국 각지에서 동원된 긴테쓰팬 등 긴테쓰를 응원하는 사람들이 대부분이었다.
더욱이 매점도 당시 가와사키 구장은 시설 그 자체의 노후화가 진행되고 있었던 것에 더해서 통상 관객수가 적었던 점 때문에 적은 수의 매점이 설치됐을 뿐만 아니라 모든 매점이 메인 스탠드의 백네트 뒤 주변에만 집중적으로 설치돼 있었고 외야 스탠드에는 물건을 판매하는 상점이 거의 없었다. 또 판매원에 의한 순회 판매도 이뤄지지 않았기 않았기 때문에 관객들은 스스로 매점으로 발길을 옮겨야만 했다. 그 때문인지 1층 스탠드 아래에 있었던 매점과 장외의 우동가게, 라면가게, 오코노미야키 가게나 자동판매기에는 장내의 관객들이 연이어 몰려들면서 장사진을 쳤다. 더 나아가 1차전과 2차전 사이에 마련된 휴식이 저녁 식사 시간과 거의 겹쳤기 때문에 2차전이 시작될 무렵에는 대부분의 음식과 음료수들이 모두 팔리면서 식사를 하는데 지장이 생기기도 했다.
경기 종료 후, 입장한 팬들로부터 시설이나 서비스면에 대해서 구단이나 구장 시설을 관리하는 가와사키시에 불평과 불만이 쇄도해지자, 가와사키시의회는 1989년도 예산위원회에서 논의에 들어갔고 일본공산당을 제외한 대다수가 찬성하여 가와사키 구장 개보수 공사의 예산을 승인했다. 개보수 공사는 1989년 가을부터 단계적으로 착수했고 1989년 가을에 내야 일반석과 외야석 의자, 스탠드 벽면 도장 공사, 펜스 쪽 네트를 높이는 공사에 들어갔고 이듬해 1990년에는 그라운드 전면 인공잔디화, 전광판의 전광 표시화, 지정석 의자 교체 공사를 각각 완료시켰다.
이러한 개보수 공사의 효과도 있어 1991년에 롯데는 구단 사상 처음으로 관객 동원수 100만 명을 기록했다. 하지만 롯데측의 뿌리깊은 불신감을 완전하게 불식할 수 없었고 같은 해 1991년 7월에 신동빈 구단 사장 대행은 이미 지바시에 소재하고 있는 지바 마린 스타디움으로의 연고지 이전을 표명하고 있었다. 가와사키시측의 필사적인 만류에도 불구하고 이듬해 1992년 시즌부터는 공식적으로 지바시에 연고지 이전이 정해졌고 이후 가와사키 구장을 연고지로 하는 구단은 나타나지 않았다. 롯데가 떠난 후 가와사키 구장은 아마추어 야구와 프로레슬링 등 각종 스포츠 행사장으로 사용했지만 2000년 3월 31일부로 폐장됐다. 스탠드 철거와 몇 차례의 개보수 공사를 거쳐 2014년에 ‘가와사키 후지미 구기장’으로 변경했다.

## TV 중계
- 1차전

캐스터 : 니시노 요시카즈(아사히 방송), 해설 : 오카모토 이사미(당시 아사히 방송 해설자, 전 긴테쓰 감독)
- 2차전

캐스터 : 아베 노리유키(아사히 방송), 해설 : 오가와 도루(당시 아사히 방송 해설자, 전 긴테쓰 선수)
※벤치 리포터는 2경기 모두 도이시 노부야스가 담당, 제작 크레디트는 ‘협력: TV 아사히, 제작: 아사히 방송’이라고 표시됐다.

### 아사히 방송 제작에 의한 TV 아사히 계열에서의 중계
TV 아사히 계열인 오사카부의 아사히 방송(ABC)이 롯데로부터 2경기의 TV중계권을 취득하여 아사히 방송은 1차전 개시 시각인 15시부터 완전 중계를 했다. 후쿠오카현의 규슈 아사히 방송(KBC)과 미야기현의 히가시닛폰 방송(KHB)도 아사히 방송 제작의 중계를 1차전부터 네트워크로 연결했다.
이에 따라 아사히 방송에서는 자사 제작 애니메이션 《안녕, 앗코입니다》를 제작국에 한해서 임시 이동 및 TV 아사히를 비롯한 대부분의 계열국에서는 본래의 방송 일시에 먼저 이동했고, TV 아사히가 제작한 《비트 다케시의 스포츠 대장》을 훗날 대체 방송했다.
한편 간토 지방에서는 당초 이 경기의 중계 예정은 없었고 아사히 방송의 중계에 기술 협력을 했던 TV 아사히는 《파오 파오 채널》, 《뉴스 셔틀》내에서 가와사키 구장으로부터의 중계를 수시로 끼워넣어서 방송했다. 한편 조금씩 경기 중계를 방송할 때마다 시청자들로부터 ‘좀더 보고 싶다’, ‘(프로 야구의)중계를 계속해 달라’는 등의 전화가 쇄도해 TV 아사히 편성국은 20시 이후의 경기 중계 실시에 대한 협의를 했다. 20시부터 《비트 다케시의 스포츠 대장》과 21시부터 일단 《방랑 형사 여정편》의 교체가 검토되면서 “방송국내 어디를 가도 모두 뒤에서 보내주고 있는 롯데 - 긴테쓰전을 보고 있다”며 교체를 주장하는 사람도 있었지만 교체는 하지 않고 21시부터 10분간만 중계를 하고 《방랑 형사》는 이후 10분 늦게 시작하기로 했다. ‘10분 지체’에는 《방랑 형사》의 후속 프로그램 《뉴스 스테이션》에서의 클레임도 있었지만 스폰서나 계열 방송국에서의 절충도 끝마쳐서 2차전 도중이던 21시부터 전국 방송을 단행했다.
그러나 10분으로 끝낼 예정이었던 중계는 15분, 30분으로 시간 연장을 거듭해서 21시 30분을 앞두고 《방랑 형사》를 편성 취소하고 22시까지 연장하기로 결정했다. 결과적으로 21시 대에 CM 없는 중계가 계속돼 스폰서가 빠진 ‘자주 프로그램’이 됐다. 게다가 22시부터 시작한 《뉴스 스테이션》에서도 메인 캐스터인 구메 히로시가 방송 시작부터 “오늘은 전해드려야 할 뉴스가 산더미 같습니다만 이대로 야구 중계를 계속합니다”, “전해드려야 할 뉴스도 있기 때문에 누군가가 나서서 도와 주십시오”라는 한마디와 함께 당초 예정돼 있던 방송 내용을 모두 날려버리고 중계를 계속했다. 《뉴스 스테이션》이 시작되는 22시 시점에서 경기는 3시간 16분을 경과해서 9회초 긴테쓰의 공격이 한창이었다. 이날 《뉴스 스테이션》에서는 ‘검은 월요일’로부터 1년이 경과한 것에서 월가로부터의 중계가 예정돼 있었지만 이 날은 취소되면서 주요 뉴스는 공수 교대 시간을 이용해서 방송했다.

## 결과를 기다리는 세이부
세이부 라이온스의 모리 마사아키 감독은 10월 17일에 긴테쓰가 패한 시점에서 남은 3경기에 전승하지 않는 한 세이부의 우승이 결정되는 상태일 때는 편안한 심경이었지만 다음날인 18일에 긴테쓰가 롯데에게 대승을 거뒀다. 이에 대해 모리는 긴테쓰에게 10월에만 내리 7패째를 당한 롯데의 모습에 너무나도 한심함에 아연해서 동요가 생겼다고 한다.
결과를 기다리게 된 세이부는 당일 세이부 라이온스 구장 1루 쪽 내야석을 무료로 개방하여 전광판의 대형 영상 장치로 롯데 - 긴테쓰의 경기를 생중계했다(퍼블릭 뷰잉. 또한 당시의 이 호칭은 일본에선 존재하지 않았다). 감독 이하 선수들도 세이부 라이온스 구장에 대기하고 있었다.
더블헤더 1차전이던 7회말, 롯데가 2점을 리드하자 선수들은 유니폼으로 갈아 입고 헹가래를 치기 위해 벤치에 들어갔다. 그러나 모리는 우승이 확정될 때까지는 유니폼을 입는 것을 거부했다. 1차전이 긴테쓰의 승리로 끝나면서 2차전이 시작될 즈음에 모리는 경기에 일희일비하기보다는 다음 시즌에 대한 의논을 하는 것이 마음이 편하다고 해서 추계 스프링 캠프에 관한 회의를 시작했다. 하지만 회의가 끝난 후 내야 수비 주루 코치인 이하라 하루키는 정신적 고통 때문인지 일단 귀가했다고 하면서 모리는 세이부 라이온스 구장 주차장에 세워뒀던 자신의 차에 타고 라디오로 경기의 움직임에 귀를 기울이고 있었다. 연장 10회말, 세이부의 우승이 확실시 된 상황에서 신문 기자들이 몰려든 것에 대해 모리는 ‘아직 롯데의 공격 시간이 있다’고 제지한 뒤 ‘롯데여, 공격에 시간을 끌어줬으면 좋겠다’라고 빌었고 훗날 자신의 저서에서 ‘기다리는 몸의 괴로움’을 회고했다.
22시 44분, 세이부의 우승이 최종 결정되자 모리는 세이부 라이온스 구장에 모인 수백 명의 팬들이 지켜보는 앞에서 선수들에게 헹가래를 받았다. 모리는 “선두의 괴로움을 배웠다”라고 말한 뒤 다음과 같이 말했다.
| “ | 긴테쓰의 장렬한 싸움에 몸이 떨릴 정도로 감동을 느꼈다. 이 세계에 살아가는 인간으로서 머리가 수그러진다. | ” |
|   | — 모리 마사아키                                                                                         |   |

더욱이 당시는 쇼와 천황이 투병중이었던 것을 고려하여 축승회와 세존 그룹 각 계열사에서의 우승 기념 행사는 취소됐다. 이듬해(1989년) 1월 7일 쇼와 천황이 붕어하면서 쇼와 시대의 마지막 퍼시픽 리그 우승 팀이 됐다.
1988년 일본 시리즈에서 세이부는 주니치 드래건스와 맞대결한 끝에 일본 시리즈 정상에 올랐지만 그 때 기요하라 가즈히로가 “이것으로 긴테쓰에게 대할 낯이 생겼다”는 발언을 오기가 들으면서 자신의 저서인 《타오르는 승리》에서도 ‘퍼시픽 리그의 번영으로 연결되는 시점’, ‘감격’ 등이라는 표현을 사용했다.

## 주니치 및 일본 시리즈를 대비하는 쪽의 반응
그 해 센트럴 리그 우승 팀인 주니치 드래건스의 호시노 센이치 감독은 “선수들도(1982년 일본 시리즈에서 패함) 세이부와 맞대결하고 싶다고 했다”, “요코즈나에게 한 수 배운다” 등의 말을 남겼다. 일본 시리즈에 대비해서 합숙 중이던 주니치 구단은 선수들이 숙소에서 TV 중계를 보고 있어서 이 날은 저녁식사 후에 열릴 예정이던 미팅도 이뤄지지 않았다고 한다.
퍼시픽 리그의 우승 결정은 긴테쓰의 최종전까지 따랐지만 세이부·긴테쓰 구단 모두 일본 시리즈의 예매 입장권 용지를 미리 작성해 두고 있었다. 또 나고야 구장 개최분의 입장권은 다른 팀과의 대전을 ‘주니치 vs 퍼시픽 리그 우승 팀’이라고 표기했다(일본 시리즈의 티켓은 원칙적으로 모두 일본 시리즈가 시작하기 전에 발매된다).
베이스볼 매거진사는 일본 시리즈의 공식 프로그램을 오랜 세월에 걸쳐 작성하고 있었지만 퍼시픽 리그의 우승 결정도 뒤얽혀 있었기 때문에 ‘세이부 우승판’과 ‘긴테쓰 우승판’의 두 종류를 미리 작성했다. 또한 베이스볼 매거진사에서 발행하는 잡지 《슈칸 베이스볼》등에서도 똑같은 대응을 했다.

## 한큐 구단 매각 발표와 언론의 대응
이 날 저녁, 한큐 브레이브스가 오리엔트 리스(이듬해 4월, 회사명을 오릭스로 변경)로 매각됐다는 내용을 공식 발표했다. 이 날 스포츠 언론은 ‘10.19’일에 이뤄지고 있던 가와사키 구장으로부터도 각 언론사의 대기 기자가 오사카로 향하는 등 ‘한큐 매각’ 대응에 쫓겼다. 한큐는 이 발표에 관한 기자회견에서 ‘퍼시픽 리그의 우승이 결정되는 날에’라는 것을 사과하는 취지의 발언을 했지만 긴테쓰 우승 경쟁에 화제가 집중돼 있었던 ‘10.19’의 며칠 전 한큐의 취재를 하고 있던 닛칸 스포츠 오사카 본사의 인물에 대해 한큐 구단 간부가 “이 쪽도 한 방 날렸어”라고 발언하고 있었다고 한다.
신문사에서는 ‘한큐 매각’이라는 내용이 석간 신문에는 맞추지 못해서 호외로 대응했고 이 날 더블헤더로 치르고 있던 긴테쓰 벤치에도 1차전과 2차전 사이에 전해졌다고 한다. 또한 그 해에 한큐와 난카이 호크스가 매각된 것에 따라서 퍼시픽 리그가 창설된 1950년 이래 경영 모체를 한 번도 변경하지 않았던 구단은 긴테쓰가 유일하다.

## 경기 다음날의 일반 신문·스포츠 신문
10월 20일, 닛칸 스포츠와 산케이 스포츠를 비롯한 스포츠 신문들은 ‘한큐 매각’이라는 제목의 1면 머릿기사로 게재했다. 센트럴 리그 우승 팀인 주니치의 모회사이자 스포츠 신문인 주니치 스포츠 1면에는 ‘기다려라 세이부’라는 내용이었다. 또한 ‘10.19’, ‘세이부 V4’를 1면에 게재한 스포츠 신문도 있었다.
한편, 대부분의 일반 신문들은 1면에서 ‘세이부 우승(4연패, V4)’과 함께 ‘한큐 매각’도 병기했고 스포츠면 뿐만 아니라 사회면에서도 10.19와 세이부 우승, 한큐가 매각됐다는 내용의 기사를 상세히 게재했다. 니혼케이자이 신문은 사회면에서 ‘믿을 수 없다’라고 말한 팬들의 반응을 게재했다.
아사히 신문은 스포츠면 23면에서 세이부의 우승과 19일에 열린 경기에서의 관전평, 한큐의 매각 관련 기사를 게재했고 “마치 청천벽력 같았고 한큐의 오리엔트 리스로의 매각은 그런 느낌이었다”라고 평가했다. 23면에서는 세이부의 우승 원고로 세이부와 긴테쓰의 종반전에서의 격돌하는 모습을 정리했다.
또한 아사히 신문은 3면 종합면 ‘시시각각’에서 일본 시리즈의 방영권을 둘러싼 TV 방송국의 쟁탈전, 주최 경기가 된 롯데 구단이 긴테쓰전에서 많은 관객과 임시 TV중계로 ‘뜻밖의 대박’으로 임시 수입을 얻은 것과 이미 리그 우승을 결정짓고 일본 시리즈에서의 대전할 상대팀을 확인하고 있던 주니치의 호시노 감독과 선수들이 세이부 우승 소식을 전해들은 이후의 반응을 전하는 등 19일 경기에서의 뒷이야기를 정리한 기사를 게재했다.
마이니치 신문은 1면에 ‘세이부 4년 연속 V’라는 제목으로 세이부의 모리 마사아키 감독이 선수와 코칭 스태프들로부터 헹가래를 받는 사진을 게재했고 한큐 매각과 관련한 기사를 같이 게재했다. 스포츠면에서는 26면과 27면에 걸쳐 긴테쓰전의 관전평과 세이부의 우승 관련 기사를 게재, 27면에 한큐의 매각 기사를 게재했다. 사회면에서도 긴테쓰전의 열기를 취재한 기사와 함께 한큐 매각과 관련된 한큐 팬들의 놀란 반응을 게재했다.

## 1989년 10월 12일의 더블헤더
《프로 야구 70년사》(베이스볼 매거진사 발행)에서는 1989년의 퍼시픽 리그를 ‘10.19의 설욕, 과연….’이라고 표현했다.

### 10월 12일까지의 개요
1989년 퍼시픽 리그 페넌트레이스는 오릭스 브레이브스가 개막 8연승으로 순조롭게 출발하여 6월 말 시점에서 2위인 긴테쓰에 최대 8경기 반 차이를 내고 있었다. 여기서부터 긴테쓰가 맹추격하여 7월엔 14승 1무 6패로 승리가 더 많아지면서 오릭스를 따라잡았고 8월에 1위가 됐을 적에는 한때 2위와 4경기차를 벌렸다. 하지만 그 후에는 세이부와 오릭스와의 승차가 좁혀졌다. 세이부는 시즌 초반에 최하위로 떨어질 정도의 침체를 겪었지만 6월엔 오레스테스 데스트라데가 입단하면서 기세를 되찾아 8월에는 16승 1무 7패, 9월엔 15승 6패를 기록하여 맹추격했다. 오릭스와 긴테쓰를 추월하여 9월 15일에는 1위를 차지했지만 긴테쓰, 오릭스, 세이부 모두 혼전에서 빠져나오지 못한 채로 10월을 맞이했다. 그 해 긴테쓰, 오릭스, 세이부는 ‘뜨거운 3강’이라고 불렸다. 9월 29일 시점에서 선두 세이부와 2위 오릭스는 2경기 반 차이였고 세이부와 3위 긴테쓰와는 3경기 반 차이였다.
9월 30일과 10월 1일, 세이부 라이온스 구장에서 열린 세이부 - 오릭스 2연전은 4대 5, 5대 10으로 오릭스가 모두 승리하는 등 승차를 0.5로 줄어들었다. 10월 1일 경기 후 오릭스의 우에다 도시하루 감독은 기자들에게 ‘이로써 경기가 재미있게 됐다’라고 말했다.
10월 3일부터 후지이데라 구장에서 열린 긴테쓰와 오릭스의 최종 4연전을 가졌는데 3일은 3대 0, 이튿날인 10월 4일에는 8대 11로 오릭스가 승리했다. 10월 5일은 4대 5로 오릭스가 승리하면서 선두 오릭스에게 3경기 차가 됐고 자력 우승 가능성이 낮아진 긴테쓰는 같은 날 구단 창설 이래 구단주를 맡았던 사에키 이사무가 타계하면서 팀에는 경기가 끝난 다음에 알렸다. 한편 세이부는 후쿠오카 다이에 호크스전에서 3회까지 8대 0으로 리드했으나 9회초에 8점(이때 다이에 8명의 연속 득점은 당시 일본 프로 야구 기록)의 대량 실점을 내주는 등 12대 13으로 패했다. 당시 세이부 감독인 모리 마사아키는 퇴임 후 자신의 저서에서 이 5일의 역전패가 (나중에 언급할)10월 12일의 연패 이상으로 가슴아팠다고 밝혔다. 이 시점에서 오릭스에 매직 넘버 8이 점등했다.
10월 6일, 긴테쓰와 오릭스의 경기에서는 10회말 허먼 리베라의 끝내기 3점 홈런에 의해 5대 2로 긴테쓰가 승리했다. 세이부는 닛폰햄 파이터스전에서 데스트라데의 2점 홈런을 비롯해 선발 궈타이위안이 완투승에 힘입어 2대 1로 세이부가 승리하여 다시 선두 자리에 올랐고 오릭스의 매직 넘버가 소멸했다.
10월 7일, 긴테쓰는 닛폰햄과의 2연전에서 첫 경기를 치렀다. 3회에 브라이언트가 선제 3점 홈런을 때려내는 것을 시작으로 2점 차로 몰린 6회에는 무라카미 다카유키가 홈런을 쳤고 그 후 1점 차로 다가서면서 접전 끝에 4대 3으로 승리했다. 반면 세이부는 다이에전에서 겨우 2안타에 고전하여 1대 2로 패했다. 오릭스는 롯데에게 11대 9로 승리하며 오릭스가 다시 선두로 올라섰다.
10월 8일, 긴테쓰는 전날과 마찬가지로 닛폰햄과 맞붙었는데 긴테쓰의 선발 아와노는 신인 시절부터 라이벌이었던 니시자키 유키히로와 첫 맞대결을 펼쳤고 접전 끝에 4대 0의 완봉 승리를 거두어 긴테쓰는 닛폰햄과의 2연전에서 연승을 했다.
10월 9일, 승차없이 맞이한 세이부와 오릭스의 최종전에서는 11대 2로 세이부가 승리했다. 긴테쓰는 롯데전에서 경기 중반까지 4점이나 앞서나갔지만 7회에 무려 5점을 내주면서 6대 7로 패한 탓에 긴테쓰는 남은 세이부와의 4경기 중 2패를 당하게 되면 우승이 무산될 수도 있는 상황에 놓여 있었다. 이 단계에서 선두 세이부와 2위 오릭스는 1경기차, 세이부와 3위 긴테쓰와는 2경기차였고 10월 10일부터 세이부 라이온스 구장에서 열릴 세이부와 긴테쓰의 직접 대결 3연전을, 오릭스는 가와사키 구장에서 롯데와의 4연전을 맞이했다.
10월 10일, 세이부와 긴테쓰의 경기에서 세이부가 패하고 오릭스가 롯데에게 승리하면 오릭스에 매직 넘버 ‘4’가 점등하는 상황이었다. 경기는 세이부 선발 와타나베 히사노부와 긴테쓰 선발 야마사키 신타로의 긴박한 투수전을 펼치면서 일진일퇴의 공방을 벌인 가운데 2대 2로 맞이한 8회 리베라의 결승타가 되는 솔로 홈런을 때려내며 3대 2로 긴테쓰가 승리했다. 긴테쓰 입장에서는 가까스로 우승 전선에 뛰어들었는데 야마사키는 경기 직후 “패하면 끝이다라고 생각하면 저절로 힘이 빠져 기분이 안 좋았다”라고 말했다. 반면 오릭스는 선발 야마오키 유키히코가 첫회에 무려 6실점을 내주는 등 2경기 연속으로 투수진이 제구력 난조로 무너지면서 4대 17로 롯데에게 패하여 승률 차이로 3위로 떨어졌고 이날 긴테쓰의 자력 우승 가능성이 높아졌다.
10월 11일은 우천 때문에 세이부 - 긴테쓰, 롯데 - 오릭스의 경기가 모두 취소돼 두 경기 모두 급거 다음날 더블헤더로 치르기로 결정했다. 이들 두 개의 더블헤더에서 세이부가 긴테쓰에게 연승하여 오릭스가 롯데에게 1무, 세이부가 긴테쓰에게 1승 1무, 오릭스가 롯데에게 1패 또는 2무승부이면 세이부의 우승이 결정되는 상황이었다.

### 10월 12일
이 날에 대해서 2차전에 선발 등판한 아와노는 10월 19일에도 지지 않았었기 때문에 더블헤더로 정해진 시점에서 ‘그래, 한번 해보자’하는 마음이 있었다고 회고했다. 한편, 오기 감독은 최종전이 될 세이부전까지 생각하고 ‘최악이라도 한 번만 이기자’라고 생각하고 있었던 한편 “퍼시픽 리그는 대단하다고 하는 무대 만들기를 생각했던 게 현실이 됐다”고 말했다.
1차전에서는 세이부가 1회말에 아키야마 고지가 선제 적시 3루타를 때려내는 것을 포함해 2회말에는 쓰지 하쓰히코가 2점 홈런을 치는 등 긴테쓰 선발 다카야나기 이즈미를 KO, 요시타케 하루키도 다카야나기에 이어 구원 등판한 사토 히데아키에게서 적시타를 쳐내며 3회까지 4점이나 앞서나갔다. 긴테쓰는 랄프 브라이언트가 세이부의 선발 궈타이위안으로부터 0대 4로 뒤지고 있던 4회초에 홈런을 쳐내며 1점을 따냈다. 그 후 5회말에 세이부가 1점을 추가하여 다시 4점 차로 벌어졌다가 6회초에 브라이언트가 동점으로 연결짓는 만루 홈런을 날리는 등 연타석 홈런을 때려냈다. 동점으로 따라붙은 후 긴테쓰 투수진도 가토 데쓰로가 마운드에 그대로 버텨내며 세이부에 추가 실점을 내주지 않았다. 그리고 5대 5로 맞이한 8회초, 다시 브라이언트에게 기회가 돌아와서 세이부는 브라이언트를 그해 14타석 8삼진, 또 일본에 온 이래 브라이언트에게 단 한 개의 홈런을 맞지않았던 와타나베 히사노부를 등판시켰다. 그러나 브라이언트는 1볼 2스트라이크에서 몸쪽 높은 곳으로 오는 직구를 우익 스탠드 최상단을 향해 솔로 홈런을 날려서 팀 승리의 발판을 만들었다. 브라이언트에게서 홈런을 허용한 히사노부는 마운드 위에서 무릎을 붙인 채로 주저 앉았다. 그리고 앞선 직후인 8회말부터 마운드에 오른 요시이 마사토가 2이닝을 완벽하게 막아내며 1차전은 6대 5로 긴테쓰가 승리했다. 브라이언트는 스스로 이 시점에서 ‘믿어지지 않는다’라고 외치고 있었다.
이어진 2차전에서 2대 2인 3회초, 브라이언트가 세이부 선발 다카야마 이쿠오로부터 균형을 깨는 솔로 홈런을 날려 세이부가 전의를 상실한 듯 긴테쓰의 페이스로 경기가 진행돼 14대 4로 세이부에게 연승했다. 브라이언트는 2차전에서의 솔로 홈런으로 4타수 연속 홈런(1회초는 고의 사구) 기록을 달성했는데 이 기록을 ‘기적의 4연발’이라고 불렸다. 오릭스는 롯데와의 더블헤더 1, 2차전에서 10대 2, 14대 2로 모두 승리했다.
10월 12일 종료 시점에서 선두는 긴테쓰, 승차 없이 오릭스가 그 뒤를 이었고 세이부는 1경기차로 3위로 밀려났다. 이 날 긴테쓰는 매직 넘버 ‘2’로 줄어들었고 오릭스와 세이부의 자력 우승은 사라졌다.
‘설마’하던 연패로 우승 달성이 일시에 어려워진 세이부의 모리 감독은 2차전 종료 후 좀처럼 기자들 앞에 모습을 나타내려고 하지 않은 후에 “이것으로 절망적이 됐다는 건가”라고 패배를 선언했다. 또한 1차전에서 브라이언트에게 결승 홈런을 맞은 히사노부는 마운드에서 강판돼 내려오는 것을 뒤쫓아온 모리에게서 ‘왜 포크볼을 …’하며 외치는 듯한 말을 듣고서 감독으로서의 쇼크가 컸을 것이라는 이해를 전제로 훗날 지도자가 됐을 때 “결과만을 보고 (선수에게)말하는 일은 절대로 하지 않을 것”이라고 했다고 한다. 또한 이 히사노부의 볼배합은 브라이언트에게 삼진을 잡는데는 빠른 직구에 효과가 있다는 데이터를 기초로 한 것이라고 한다. 한편 궈타이위안이 만루 홈런을 맞은 것도 빠른 직구로, 《프로 야구 70년사》는 이러한 투구를 ‘귀신에 홀린 듯이’라고 표현했다.
이 10월 10일 ~ 12일 사이에 열린 세이부 대 긴테쓰 3연전에는 그 당시 ‘오릭스 킬러’로 불렸던 세이부의 드래프트 1순위 선수이자 신인이던 와타나베 도미오는 등판하지 않았다. 10월 9일에 열린 오릭스전에 선발로 나서 8과 1/3이닝을 던져 승리 투수가 된 도미오는 전년도 10월에 받은 오른쪽 팔꿈치의 연골 제거 수술 탓에 등판 간격을 고려할 필요가 있었던 것이다. 더 나아가 우승(순위) 경쟁도 15일에 열릴 긴테쓰 - 세이부 최종전까지 이어질 가능성이 있었다.
〈더블헤더 1차전〉
| 팀 | 1 | 2 | 3 | 4 | 5 | 6 | 7 | 8 | 9 | R | H | E |
| 긴테쓰 | 0 | 0 | 0 | 1 | 0 | 4 | 0 | 1 | 0 | 6 | 7 | 0 |
| 세이부 | 1 | 3 | 0 | 0 | 1 | 0 | 0 | 0 | 0 | 5 | 7 | 1 |
| 승리 투수: 가토 데쓰로(6승 2패 1S) 패전 투수: 와타나베 히사노부(15승 11패) 세이브: 요시이 마사토(5승 5패 20S) 홈런: 긴테쓰 – 랄프 브라이언트(46호·4회 궈타이위안, 47호·6회 궈타이위안 = 만루, 48호·8회 와타나베 히사노부) 세이부 – 쓰지 하쓰히코(3호·2회 다카야나기 이즈미) |   |   |   |   |   |   |   |   |   |   |   |   |

| 긴테쓰 | 긴테쓰 | 긴테쓰            |
| 타순   | 수비   | 선수              |
| ------ | ------ | ----------------- |
| 1      | (二)   | 오이시 다이지로   |
| 2      | (중)   | 아라이 히로마사   |
| 3      | (좌)   | R. 브라이언트     |
| 4      | (一)三 | G. 리베라         |
| 5      | (지)   | 아와구치 겐지     |
| 6      | (우)   | 스즈키 다카히사   |
| 7      | (三)   | 가네무라 요시아키 |
|        | 타유   | 요네자키 군지     |
|        | 유     | 아다치 도시야     |
| 8      | (포)   | 야마시타 가즈히코 |
| 9      | (유)三 | 마키시 야스나가   |
|        | 타一   | 무라카미 다카유키 |

| 세이부 | 세이부 | 세이부            |
| 타순   | 수비   | 선수              |
| ------ | ------ | ----------------- |
| 1      | (三)   | 이시게 히로미치   |
| 2      | (좌)   | 오쿠보 히로모토   |
|        | 좌     | 요시타케 하루키   |
| 3      | (중)   | 아키야마 고지     |
| 4      | (一)   | 기요하라 가즈히로 |
| 5      | (지)   | O. 데스트라데     |
| 6      | (유)   | 다나베 노리오     |
| 7      | (우)   | 히라노 겐         |
| 8      | (포)   | 이토 쓰토무       |
|        | 타     | 모리 히로유키     |
|        | 포     | 나카다 히데시     |
| 9      | (二)   | 쓰지 하쓰히코     |

〈더블헤더 2차전〉
| 팀 | 1 | 2 | 3 | 4 | 5 | 6 | 7 | 8 | 9 | R  | H  | E |
| 긴테쓰 | 2 | 0 | 4 | 3 | 3 | 0 | 1 | 1 | 0 | 14 | 15 | 0 |
| 세이부 | 2 | 0 | 0 | 0 | 0 | 0 | 0 | 2 | 0 | 4  | 7  | 1 |
| 승리 투수: 아와노 히데유키(19승 8패) 패전 투수: 다카야마 이쿠오(5승 4패) 홈런: 긴테쓰 – 랄프 브라이언트(49호·3회 다카야마 이쿠오), 허먼 리베라(24호·3회 다카야마 이쿠오), 스즈키 다카히사(19호·3회 니시모토 가즈히토, 20호·8회 야마네 가즈오) 세이부 – 기요하라 가즈히로(35호·8회 기노시타 후미노부) |   |   |   |   |   |   |   |   |   |    |    |   |

| 긴테쓰 | 긴테쓰 | 긴테쓰            |
| 타순   | 수비   | 선수              |
| ------ | ------ | ----------------- |
| 1      | (二)   | 오이시 다이지로   |
|        | 二     | 아다치 도시야     |
| 2      | (중)   | 아라이 히로마사   |
|        | 타一   | 고세키 마사히코   |
| 3      | (좌)   | R. 브라이언트     |
|        | 좌     | 아와구치 겐지     |
| 4      | (一)   | G. 리베라         |
|        | 타一중 | 무라카미 다카유키 |
| 5      | (지)   | 나카타니 다다미   |
|        | 타지   | 나카네 히토시     |
| 6      | (우)   | 스즈키 다카히사   |
| 7      | (三)   | 가네무라 요시아키 |
| 8      | (포)   | 야마시타 가즈히코 |
| 9      | (유)   | 마키시 야스나가   |

| 세이부 | 세이부 | 세이부            |
| 타순   | 수비   | 선수              |
| ------ | ------ | ----------------- |
| 1      | (三)   | 이시게 히로미치   |
|        | 三     | 후지노 세이고     |
| 2      | (좌)   | 도마시노 세이지   |
| 3      | (중)   | 아키야마 고지     |
| 4      | (一)   | 기요하라 가즈히로 |
| 5      | (지)   | O. 데스트라데     |
| 6      | (유)   | 다나베 노리오     |
| 7      | (우)   | 히라노 겐         |
|        | 우     | 하뉴다 다다카쓰   |
| 8      | (포)   | 이토 쓰토무       |
|        | 포     | 나카다 히데시     |
|        | 타포   | 오쿠보 히로모토   |
| 9      | (二)   | 쓰지 하쓰히코     |
|        | 타     | 니시오카 요시히로 |

이 3연전은 10월 10일(TV 아사히, 방송 시간 19:00 ~ 21:48)과 10월 12일의 2차전(후지 TV, 방송 시간 19:00 ~ 20:54)이 전국 방송으로 TV 생중계됐고 12일에 열린 1차전도 간토 로컬 방송국이었지만 후지 TV가 녹화 하이라이트 영상과 생중계를 섞어서 중계했다(방송 시간 16:00 ~ 18:00). 12일의 경기는 TV 사이타마에서도(1차전이 시작된 14:30부터) 생중계했다. 이 경기에 순연인 11일자 경기는 본래 TBS(전국 방송이며 방송 시간은 19:00 ~ 20:54)가 중계를 담당할 예정이었으나 타 방송국에 양보했다. 또 가와사키 구장에서 열린 롯데와 오릭스의 경기에서도 TV 가나가와를 중심으로 1, 2차전 모두 생중계됐다.
스포츠 닛폰은 12일의 더블헤더 경기 시청률에 대해 보도했는데 비디오 리서치사의 발표에 의하면 1차전은 10.2%, 2차전은 21.9%였다고 전하면서 종반의 우승 경쟁 방송을 위한 실적 만들기 때문에 1990년 당초에는 퍼시픽 리그의 중계가 많아질 가능성이 있다고 언급했다.

### 10.12의 그 후
10월 13일, 가와사키 구장에서 열린 롯데와 오릭스의 최종전이 열렸다. 오릭스는 롯데의 선발 소노카와 가즈미에게서 3점을 선취했지만 선발 투수로 나선 사토 요시노리가 5회말에 아이코 다케시에게 3점 홈런을 허용하여 역전당했다. 8회초 1사인 상황에서 등판한 이라부 히데키에게 반격의 기회를 봉쇄당해 결국 오릭스는 5대 3으로 패했다. 긴테쓰의 매직 넘버는 ‘1’이 됐다. 이 경기는 TBS TV가 19:30 ~ 20:54의 시간대에 전국으로 생중계됐다. 이 경기에서의 승리 투수가 된 소노카와는 앞에서 말한대로 ‘10.19’의 2차전의 선발이었던 터라 “악역에는 익숙하다”라고 소감을 밝혔다. 이 날 경기가 없었던 긴테쓰의 오기 감독은 “‘소노카와’에게 인연을 느꼈다”고 말했다. 9월까지 롯데에게 14승 1무 5패로 크게 앞서있던 오릭스였지만 10월에는 3승 3패로 승수를 늘리지 못했다.
10월 14일, 후지이데라 구장에서 열린 긴테쓰와 후쿠오카 다이에 호크스의 경기가 열렸다. 긴테쓰는 1회말 스즈키 다카히사의 희생 플라이로 1점을 먼저 따냈고 4회말 야마시타 가즈히코와 아라이 히로마사의 적시타에 의한 3점, 5회말에 리베라가 솔로 홈런을 때려내며 5점을 기록했다. 중간에 하루만 쉬고 선발로 나서 6회까지 무실점으로 막아낸 가토 데쓰로가 7회초에 1점을 빼앗기면서 1사 1, 2루 상황에 몰리자 투수를 역시 하루 휴식을 취한 아와노로 교체시켰다. 관중석에서는 아와노를 응원하는 함성이 터져나왔고 아와노는 후속 타자를 아웃시켰다. 8회초에는 1점을 내주면서 또다시 1사 1, 2루의 위기를 맞았는데 기시카와 가쓰야의 투수 강습성 타구를 아와노가 잡아내면서 1루로 송구하여 병살로 넘겼다.
9회초에는 스즈키가 야마모토 가즈노리가 때린 우중간으로 높이 날아가는 공을 펜스와 크게 부딪치면서까지 공을 잡아냈다. 이어서 2루수인 오이시 다이지로가 후지모토 히로시의 불규칙 바운드 타구를 점프하며 공을 잡는 등 연속 파인 플레이를 펼쳐 타자 두 명을 연달아 아웃시켰다(훗날 아와노는 이를 두고 ‘하나같이 잘 연마된 상태’라고 표현했다). 계속해서 이토 도시후미를 상대로 아와노는 ‘10.19’ 2차전에서 홈런을 맞았던 것을 의식해 직구를 계속 던진 결과 이토를 삼진으로 잡았다. 이로써 긴테쓰는 5대 2의 승리로 경기가 종료됐다. 긴테쓰는 오릭스를 승차 없는 승률 1리차로 제치고 1980년 이후 9년 만에 통산 3번째의 리그 우승을 달성했다.
긴테쓰를 상대로 1989년 일본 시리즈에서 맞붙게 된 요미우리 자이언츠의 후지타 모토시 감독은 보도진이 긴테쓰의 우승에 대해 질문하자, 보기 드문 3개 구단 혼전에서 내리 승리를 거둔 것에 극찬했다. 또 긴테쓰와 일본 시리즈에서 처음으로 맞붙게 된 것에 대한 기자의 질문에 후지타는 다음과 같이 말했다.
| “ | (긴테쓰는)투수진과 타격진 모두 훌륭하다. 만만찮은 상대지만 한 수 배우는 자세로 경기에 임하겠다. | ” |
|   | — 후지타 모토시                                                                                 |   |

또한 일본 시리즈에서 긴테쓰는 3연승을 기록했지만 이후 요미우리에게 내리 4연패를 당하는 등 일본 시리즈 우승 달성에는 실패했다.
| 팀 | 1 | 2 | 3 | 4 | 5 | 6 | 7 | 8 | 9 | R | H | E |
| 다이에 | 0 | 0 | 0 | 0 | 0 | 0 | 1 | 1 | 0 | 2 | 7 | 3 |
| 긴테쓰 | 1 | 0 | 0 | 3 | 1 | 0 | 0 | 0 | X | 5 | 6 | 0 |
| 승리 투수: 가토 데쓰로(7승 2패 1S) 패전 투수: 무라타 가쓰요시(6승 8패) 세이브: 아와노 히데유키(19승 8패 1S) 홈런: 긴테쓰 – 허먼 리베라(25호·5회 무라타 가쓰요시) |   |   |   |   |   |   |   |   |   |   |   |   |

| 다이에 | 다이에 | 다이에            |
| 타순   | 수비   | 선수              |
| ------ | ------ | ----------------- |
| 1      | (우)   | 와카이 모토야스   |
|        | 타     | 오미치 노리요시   |
|        | 주중   | 야마구치 유지     |
| 2      | (유)   | 오가와 히로시     |
| 3      | (중)우 | 사사키 마코토     |
| 4      | (좌)   | 기시카와 가쓰야   |
| 5      | (지)   | 야마모토 가즈노리 |
| 6      | (三)   | 후지모토 히로시   |
| 7      | (一)   | 고노 다카유키     |
|        | 타     | 야마나카 기요시   |
|        | 타一   | 이토 도시후미     |
| 8      | (포)   | 우치다 쓰요시     |
|        | 타포   | 가가와 노부유키   |
| 9      | (二)   | 모리와키 히로시   |

| 긴테쓰 | 긴테쓰 | 긴테쓰            |
| 타순   | 수비   | 선수              |
| ------ | ------ | ----------------- |
| 1      | (二)   | 오이시 다이지로   |
| 2      | (좌)   | 아라이 히로마사   |
| 3      | (지)   | R. 브라이언트     |
| 4      | (一)   | G. 리베라         |
| 5      | (우)   | 스즈키 다카히사   |
| 6      | (중)   | 무라카미 다카유키 |
| 7      | (三)   | 가네무라 요시아키 |
| 8      | (포)   | 야마시타 가즈히코 |
| 9      | (유)   | 마키시 야스나가   |

이 날 정규 프로그램은 결방됐고 당일 19시부터 ABC TV를 제작국으로 ANN 계열을 통해 생방송으로 중계됐는데(단 아오모리 방송, 야마가타 방송, 야마구치 방송, TV 오이타 등 당시 NNN 계열과의 크로스 네트워크 방송국은 제외됐다) 29.5%(비디오 리서치, 간토 지구)라는 높은 시청률을 올렸다. ABC의 오타 모토하루가 실황 중계를 담당했고, 전년도 10.19의 2차전을 생중계했던 아베 노리유키는 긴테쓰 벤치 리포트를 담당했다.
- 최종 순위(긴테쓰와 오릭스의 승차는 없음, 긴테쓰가 우승)

| 순위 | 팀     | 승 | 무 | 패 | 승률 |
| ---- | ------ | -- | -- | -- | ---- |
| 1    | 긴테쓰 | 71 | 5  | 54 | .568 |
| 2    | 오릭스 | 72 | 3  | 55 | .567 |
| 3    | 세이부 | 69 | 8  | 53 | .566 |

오기의 저서 《타오르는 승리》에서는 2년 연속의 치열한 우승 경쟁에 대해 “일본인이 지닌 정이라는 부분에 강하게 호소하는 요소가 있었던 듯하다”라는 감독 자신의 생각이 적혀 있었다(130페이지, 참고 문헌 참조).

### 주해
1. ↑  현재의 지바 롯데 마린스이다.
2. ↑  2004년에 오릭스 블루웨이브와 구단을 통합하여 해체됐다.
3. ↑  현재의 사이타마 세이부 라이온스이다.
4. 1 2 3  정찰 멤버
5. ↑  브라이언트는 아버지가 위독한 상태였지만 일본에 그대로 남아서 경기에 출전하고 있었다.
6. ↑  아리토는 NHK 다큐멘터리 프로그램에서 “그 항의는 결과적으로는 하지 않는 편이 좋았다” 라고 토로했다. 그런 한편으로 Sports Graphic Number에서 발간된 이 경기 비디오에서의 인터뷰에서는 같은 발언에 더해서 “흑백을 확실히 하는 편이 좋았다”라는 취지의 발언도 했다.
7. ↑  2012년에 ‘5분 이상 항의할 경우 지연 행위로 간주하여 퇴장 처분이 내려진다’고 규정됐다.
8. ↑  당시 1위는 1969년 10월 10일에 열린 긴테쓰 - 롯데와의 경기(닛폰 생명 구장)가 7시간 37분이다.
9. ↑  긴테쓰가 2연승하고 있었을 경우에는 75승 3무 52패(승률 .591)이다.
10. ↑  세이부 라이온스 전신 구단(니시테쓰→다이헤이요 클럽→크라운라이터)의 연고지였다.
11. ↑  1970년대 중반경에 롯데 오리온스가 연고지로 두었다(집시 롯데를 참조).
12. ↑  야구 전문 라이터인 야마무라 모토키는 《Number》211호의 기사 ‘긴테쓰, 130경기째의 비극’에서 편성국장 오다 규에몬이 전화로 지시를 내렸다고 말했다.
13. ↑  당일엔 아침부터 리크루트 사건에 있어서의 리크루트사 등에 대한 강제 수사가 이뤄진 것 외에도 오후에는 한큐 브레이브스가 오리엔트 리스로의 매각된 사실이 발각, 또 검은 월요일이 일어난지 정확히 1년이 된 적도 있어서 뉴스 스테이션으로서는 뉴욕에서의 생중계가 예정돼 있었다.
14. ↑  현재의 팀명은 오릭스 버펄로스이다.
15. ↑  현재의 후쿠오카 소프트뱅크 호크스이다.
16. ↑  이 날(토요일) 평상시에 방송했던 프로그램은 19시부터 《악마군》, 19시 30분부터 《왕괴짜 돈만이》 (ABC만 《부장 형사》), 20시부터 《망나니 장군 III》이었다. 참고로 경기 당일 ABC는 원래 《왕괴짜 돈만이》를 선행 방송이 나가는 17시 55분부터 《부장 형사》를 앞당겨 방송했다.

### 출전
1. 1 2 3  1988년 10월 19일을 일본 프로 야구 사상 ‘가장 뜨거웠던 하루’라고 형용하고 있다(《프로 야구 70년사》, 베이스볼 매거진사, 2004년, p.548 ~ 551, ISBN 978-4-583-03808-7)
2. ↑  「最高の試合」「名場面・名勝負」監督、選手らが選ぶ記憶に残る試合 보관됨 2014-02-28 - 웨이백 머신 - 일본 야구 기구 특별 홈페이지 ‘여기에, 세계 제일이 있다.’
3. 1 2 3 4 5  Sports Graphic Number 790, p.35 ~ 39
4. 1 2 3 4 5 6 7 8  오기 아키라 저 《타오르는 승리》, p.22 ~ 33
5. 1 2    【10月19日】1988年（昭63） 球史に残る「10・19」それぞれ の7時間33分 보관됨 2011-06-25 - 웨이백 머신 - 스포츠 닛폰
6. ↑  《동서고금 야구의 전설》,　베이스볼 매거진사, p.23
7. ↑  「失礼のないように」出場した4番打者の証言【ロッテから見た“10.19”(前編)】 - 퍼시픽 리그 인사이트, 2018년 10월 19일
8. ↑  아이코의 저서에서는 본인이 때린 공이 자신의 몸에 직격했지만, 실제로는 몸에 맞는 공이었다고 밝혔다(아이코 다케시 저 《야구계의 들개》, p.115 ~ 116, ISBN 978-4-7966-7190-3).
9. 1 2  야마무로 히로유키 (2019). 《1988年のパ・リーグ》 [1988년 퍼시픽 리그]. 신초샤. 199쪽.
10. ↑  《Sports Graphic Number》, 626호
11. ↑  ‘슈칸 겐다이 《열띤 토론 스타디움》 - 긴테쓰 vs 롯데 : ‘10.19 더블헤더’를 말한다 - 아리토 미치요 & 가네무라 요시아키 & 아와노 히데유키’, 《슈칸 겐다이》(2012년 11월 3일자), 고단샤, p.164
12. ↑  【近鉄黄金伝説⑧】伝説の10.19 その時ベンチ裏では… 今だから語れる近鉄裏話＜栗橋茂×佐野慈紀編その6＞ OBTV - 유튜브
13. ↑  《오사카 긴테쓰 버펄로스 ‘감동의 궤적: 오사카 긴테쓰 버펄로스 창립 50년 기념 잡지’》, 오사카 긴테쓰 버펄로스, 2000년, p.20 ~ 21
14. ↑  【パが揺れた それぞれの10.19 (7)】「視聴率、聞いていますか？」 보관됨 2013-07-12 - 웨이백 머신 - 스포츠 왕국 일본 역사를 만든 사람들, 닛칸 스포츠
15. ↑  아사히 신문, 1988년 10월 20일자
16. ↑  우사미 데쓰야 저 《일본 프로 야구 기록 대감》(고단샤), p.171
17. 1 2 3  니혼케이자이 신문, 1989년 10월 20일자, p.27
18. ↑  《슈칸 베이스볼》, 1988년 11월 7일자
19. ↑  사노 마사유키 저 《1988년 ‘10·19’의 진실 - 헤이세이의 퍼시픽 리그를 바꾼 날》, p.203 ~ 204
20. 1 2 3 4  사노 마사유키 저 《1988년 ‘10·19’의 진실 - 헤이세이의 퍼시픽 리그를 바꾼 날》, p.87 ~ 97
21. 1 2 3 4  《Sports Graphic Number》 창간 30주년 특별 편집 - Number가 보는 스포츠와 세태 1980 ~ 2010 ‘[목격자들의 증언]롯데 vs 긴테쓰 더블헤더 - 언론이 본 전설의 사투’, p.20 ~ 25
22. ↑  《가와사키시의회에서》 1989년 2월 15일 발행
23. ↑  【パが揺れた それぞれの10.19 (6)】頼むから放送させてくれ スポーツ王国日本 歴史を作った者たち 보관됨 2013-07-12 - 웨이백 머신 - 닛칸 스포츠
24. 1 2  가와우치 잇세이 《뉴스 스테이션의 24시》, 포플라샤, 1992년 5월, p.89 ~ 104 ISBN 4-591-04147-6
25. ↑  모리 마사아키 저 《패도 - 마음에 칼날을 태우다》, p.102 ~ 103
26. ↑  모리 마사아키 저 《패도 - 마음에 칼날을 태우다》, p.104 ~ 107
27. ↑  《슈칸 베이스볼》, 1988년 11월 7일자
28. ↑  “「自粛ムード」で笑いも消えた。昭和天皇の健康が悪化した1988年”. 허핑턴 포스트 일본판(2016년 8월 8일 기사 작성). 2019년 3월 28일에 확인함.
29. ↑  오기 아키라 저 《타오르는 승리》, p.39 ~ 40
30. ↑  주니치 신문, 1989년 10월 20일자, p.27
31. ↑  니혼케이자이 신문, 1988년 10월 20일자, p.31
32. ↑  ‘기다리는 세이부 - V의 희소식 : 긴테쓰가 최종전에서의 눈물, 10회에 통한을 갈라 놓았다’, 아사히 신문, 1988년 10월 20일자, 23면(아사히 신문 축쇄판 1988년 10월호 p.895)
33. ↑  ‘한큐 매각 - 놀라움을 감출 수 없는 선수, 난카이 철수가 미묘하게 영향’, 아사히 신문, 1988년 10월 20일자, 23면(아사히 신문 축쇄판 1988년 10월호 p.895)
34. ↑  ‘투수 붕괴 - 가장 중요한 장면에서 나온 경험차이’, 아사히 신문, 1988년 10월 20일자, 22면(아사히 신문 축쇄판 1988년 10월호 p.894)
35. ↑  ‘시시각각 - 막판의 세이부 V… 울고웃는 극적인 TV 방영권에서도 명암, 롯데 뜻밖의 행운으로 임시 수입’, 아사히 신문, 1988년 10월 20일자, 3면(아사히 신문 축쇄판 1988년 10월호 p.875)
36. ↑  ‘세이부 4년 연속 V - 긴테쓰, 제대로 싸우지 못했다’, 마이니치 신문, 1988년 10월 20일자, 1면(마이니치 신문 축쇄판 1988년 10월호 p.727)
37. ↑  ‘한큐도 구단 손놓는 오리엔트 리스로 넘어간다’, 마이니치 신문, 1988년 10월 20일자, 1면(마이니치 신문 축쇄판 1988년 10월호 p.727)
38. ↑  ‘장렬! 긴테쓰, 힘이 다하다 - 세이부에게 V가 굴러들어갔다’, 마이니치 신문, 1988년 10월 20일자, 27면(마이니치 신문 축쇄판 1988년 10월호 p.753)
39. ↑  ‘선수는 감동시켜줬다 - 후회가 없다는 오기 감독’, 마이니치 신문, 1988년 10월 20일자, 26면(마이니치 신문 축쇄판 1988년 10월호 p.752)
40. ↑  ‘투수 왕국 붕괴, 고난의 길 - 세이부’, 마이니치 신문, 1988년 10월 20일자, 27면(마이니치 신문 축쇄판 1988년 10월호 p.753)
41. ↑  ‘갑작스런 매각에 충격 “어째서…”와 나인 - 한큐’, 마이니치 신문, 1988년 10월 20일자, 26면(마이니치 신문 축쇄판 1988년 10월호 p.752)
42. ↑  ‘열도가 타올랐다 모두 넋을 잃었다 - 긴테쓰가 졌어도 박수가 끊이질 않았다’, 마이니치 신문, 1988년 10월 20일자, 31면(마이니치 신문 축쇄판 1988년 10월호 p.757)
43. ↑  ‘구단 캐치볼 - 한큐 매각’, 마이니치 신문, 1988년 10월 20일자, 31면(마이니치 신문 축쇄판 1988년 10월호 p.757)
44. 1 2 3  《프로 야구 70년사》, 베이스볼 매거진사, 2004년, p.568 ~ 570 ISBN 978-4-583-03808-7
45. ↑  마이니치 신문, 1989년 10월 2일자
46. ↑  오기 아키라 저 《타오르는 승리》, p.110
47. ↑  모리 마사아키 저 《패도 - 마음에 칼날을 태우다》, p.126 ~ 128
48. ↑  모리 마사아키 저 《포수적 인간의 시대》, p.167 ~ 168
49. ↑  아사히 신문, 1989년 10월 7일자
50. ↑  마이니치 신문, 1989년 10월 11일자
51. ↑  니혼케이자이 신문, 1989년 10월 12일자, p.33
52. ↑  마이니치 신문, 1989년 10월 12일자 스포츠면
53. 1 2  《베이스볼 매거진》, 2009년 3월호, p.52
54. 1 2  오기 아키라 저 《타오르는 승리》, p.112 ~ 114
55. 1 2  《Sports Graphic Number》 790, p.56
56. 1 2  와타나베 히사노부 저 《관용력》, 고단샤, p.193 ~ 199 ISBN 978-4-06-215000-2
57. 1 2  보관됨 2015-01-11 - 웨이백 머신(아카이브), (예전 url) - 스포츠 닛폰
58. 1 2  니혼케이자이 신문, 1989년 10월 13일자, p.33 《브라이언트 폭발 4연발 7타점》 등
59. ↑  니혼케이자이 신문, 1989년 10월 13일자, p.33
60. ↑  아사히 신문, 1989년 10월 13일자, p.23
61. ↑  스포츠 닛폰, 1989년 10월 14일자, p.20
62. ↑  닛칸 스포츠, 1989년 10월 14일자
63. ↑  오기 아키라 저 《타오르는 승리》, p.116
64. ↑  아사히 신문, 1989년 10월 15일자
65. ↑  니혼케이자이 신문, 1989년 10월 15일자, p.33
66. ↑  요미우리 신문, 1989년 10월 15일자 운동면

## 참고 문헌
- 사노 마사유키 《1988년 ‘10·19’의 진실 - 헤이세이의 퍼시픽 리그를 바꾼 날(1988年『10・19』の真実―平成のパリーグを変えた日)》, 신푸샤, 1999년 5월, p.205 ISBN 4-7974-0930-4
- 오기 아키라 《타오르는 승리(燃えて勝つ)》, 각슈켄큐샤, 1990년 3월, p.241 ISBN 978-4-05-104582-1
- 모리 마사아키 《패도 - 마음에 칼날을 태우다(覇道―心に刃をのせて)》, 베이스볼 매거진사, 1996년 2월, p.283 ISBN 4-583-03277-3
- FLASH 제980호 《사는 전설 ‘10·19’ 19년째의 진실(生きる伝説「10・19」19年目の真実)》, 고분샤, 2007년 10월
- 《“10·19” 일어나지 않았던 폭동》(‘프로 야구 난투 독본’수록), 오클라 출판, 2008년 4월
- 《일본 야구 25명 : 나의 베스트 게임(日本野球25人 私のベストゲーム)》, 분게이슌주, 2008년 8월(브라이언트 p.108 ~ , 아와노 p.200 ~ ), ISBN 978-4-16-771326-3
- (비디오 소프트)‘최종전 10.19 가와사키 구장 - 우승을 건 긴테쓰의 사투 7시간 33분’, 아사히 방송 / 분게이슌주 Sports Graphic Number Video, ISBN 4-16-911044-7
- (DVD)‘10.19 긴테쓰 버펄로스의 비극 - 전설의 7시간 33분’, 아사히 방송